# Krasyliwka (rejon zwiahelski)
Krasyliwka (ukr. Красилівка) – wieś na Ukrainie, w obwodzie żytomierskim, w rejonie zwiahelskim, w hromadzie Czyżiwka. W 2001 liczyła 528 mieszkańców, spośród których 525 wskazało jako ojczysty język ukraiński, 1 rosyjski, a 2 mołdawski.